# Glöbusch
Glöbusch ist ein Ortsteil in Unterodenthal in der Gemeinde Odenthal im Rheinisch-Bergischen Kreis. Er liegt auf der Höhe an der Bergstraße, die von Odenthal nach Burscheid führt.

## Geschichte
Glöbusch hat seinen Namen von Lohbusch mit der Bedeutung Eichenwald. Aus einer erhaltenen Steuerliste von 1586 geht hervor, dass die Ortschaft Teil der Honschaft Blecher im Kirchspiel Odenthal war.
Die Topographia Ducatus Montani des Erich Philipp Ploennies, Blatt Amt Miselohe, belegt, dass der Wohnplatz 1715 als drei Höfe kategorisiert wurde und mit Glebusch bezeichnet wurde. Carl Friedrich von Wiebeking benennt die Hofschaft auf seiner Charte des Herzogthums Berg 1789 als Glebusch. Aus ihr geht hervor, dass Glöbusch zu dieser Zeit Teil von Unterodenthal in der Herrschaft Odenthal war.
Unter der französischen Verwaltung zwischen 1806 und 1813 wurde die Herrschaft aufgelöst und Glöbusch wurde politisch der Mairie Odenthal im Kanton Bensberg zugeordnet. 1816 wandelten die Preußen die Mairie zur Bürgermeisterei Odenthal im Kreis Mülheim am Rhein.
Der Ort ist auf der Topographischen Aufnahme der Rheinlande von 1824, auf der Preußischen Uraufnahme von 1840 und ab der Preußischen Neuaufnahme von 1892 auf Messtischblättern regelmäßig als Glöbusch oder ohne Namen verzeichnet.
| Jahr | Einwohner | Wohn- gebäude | Kategorie  |
| ---- | --------- | ------------- | ---------- |
| 1822 | 71        |               | Ackergüter |
| 1830 | 88        |               | Ackergut   |
| 1845 | 100       | 18            | Ackergüter |
| 1871 | 79        | 18            | Hofstelle  |
| 1885 | 82        | 19            | Ortschaft  |
| 1895 | 89        | 17            | Ortschaft  |
| 1905 | 69        | 16            | Ortschaft  |

Glöbusch gehört zur Pfarrei Odenthal.